# Fairlight CMI
Fairlight CMI (сокращение от Computer Musical Instrument) — цифровой синтезатор (с функциями сэмплера и цифровой звуковой рабочей станции) выпущенный в 1979 году компанией Fairlight. Инструмент базировался на коммерческой лицензии Qasar M8, разработанной Тони Фурсом из Creative Strategies. Fairlight был одной из первых музыкальных рабочих станций со встроенным сэмплером, и ему приписывают появление термина «сэмплирование» в музыке. Синтезатор приобрёл популярность в начале 1980-х, его основным конкурентом была модель Synclavier от New England Digital. Считается, что Fairlight CMI опередил своё время и в значительной степени повлиял на звук 1980-х.

## История

### Появление: 1971—1979
В 1970-х годах у Кима Райри, тогда ещё подростка, возникла идея разработать самодельный аналоговый синтезатор для основанного им журнала Electronics Today International (ETI). Инструмент получил название ETI 4600, однако Райри был разочарован ограниченным количеством звуков, которые он мог воспроизвести. Юноша предложил своему бывшему однокласснику, Питеру Фогелю, создать «величайший синтезатор в мире» на основе недавно анонсированного микропроцессора. Он вспоминал: «Мы давно интересовались компьютерами — я собрал свой первый, когда мне было около 12 лет, — и для меня было очевидно, что сочетание цифровых технологий с синтезом музыки — это правильный путь».
В декабре 1975 года Райри и Фогель основали домашнюю компанию по производству цифровых синтезаторов. Они назвали её Fairlight в честь парома на подводных крыльях, курсировавшего мимо бабушкиного дома Райри в гавани Сиднея. Целью было разработать цифровой синтезатор, который мог бы создавать звуки, напоминающие звуки акустических инструментов (физическое моделирование звука). Первоначально предполагалось, что это будет аналоговый синтезатор с цифровым управлением, учитывая, что одним из основных конкурентов модели — аналоговым синтезатором Moog — было сложно управлять.
Спустя шесть месяцев партнёры познакомилась с Тони Фурсом из фирмы Motorola. Ранее, совместно с Канберрской школой электронной музыки Фурс создал цифровой синтезатор, используя два 8-битных микропроцессора Motorola 6800, световое перо и некоторые графические элементы, которые позже станут частью Fairlight CMI. Однако инструмент мог создавать только точные гармонические партии, звучащие стерильно и невыразительно.
Фогель и Райри лицензировали разработку Фурса, в основном из-за её вычислительной мощности, и решили использовать микропроцессорную технологию вместо аналогового синтеза. В течение следующего года дуэт сделал то, что Райри назвал «исследовательским проектом», — громоздкий, дорогой и неходовой восьмиголосный синтезатор QASAR M8, который включал блок обработки размером два на два на четыре фута и клавиатуру.

К 1978 году модель Фогеля и Райри издавала «интересные», но нереалистичные звуки. Надеясь научиться синтезировать инструмент, изучая гармоники реальных инструментов, Фогель записал примерно одну секунду звука из фортепианной пьесы из радиопередачи. Он обнаружил, что при цифровом ускорении или замедлении воспроизведения записи она звучит гораздо более реалистично, чем их синтезированный звук фортепиано. В 2005 году он вспоминал: 
Она звучала замечательно, как пианино, настоящее пианино. Такого никогда раньше не бывало … По сегодняшним меркам это был довольно ужасный фортепианный звук, но в то время он в миллион раз больше походил на фортепиано, чем то как звучали любые другие синтезаторы. Так что я быстро понял, что нам не нужно возиться со всей этой синтезированной дребеденью. Просто записываем звуки, вбиваем их в память и вперёд.
Фогель и Райри придумали термин «сэмплирование» для описания этого процесса. При помощи Fairlight CMI теперь они могли воспроизводить бесконечное количество звуков, но управление ограничивалось атакой, сустейном, спадом и вибрато. По словам Райри, «мы рассматривали использование записанных естественных звуков как компромисс — как обман — и не особенно гордились этим». Партнеры продолжали совмещать создание синтезатора с параллельной занятостью, проектируя офисные компьютеры для Remington Office Machines, Райри называл это «ужасным занятием, но мы продали их около 120».

### Series I: 1979—1982

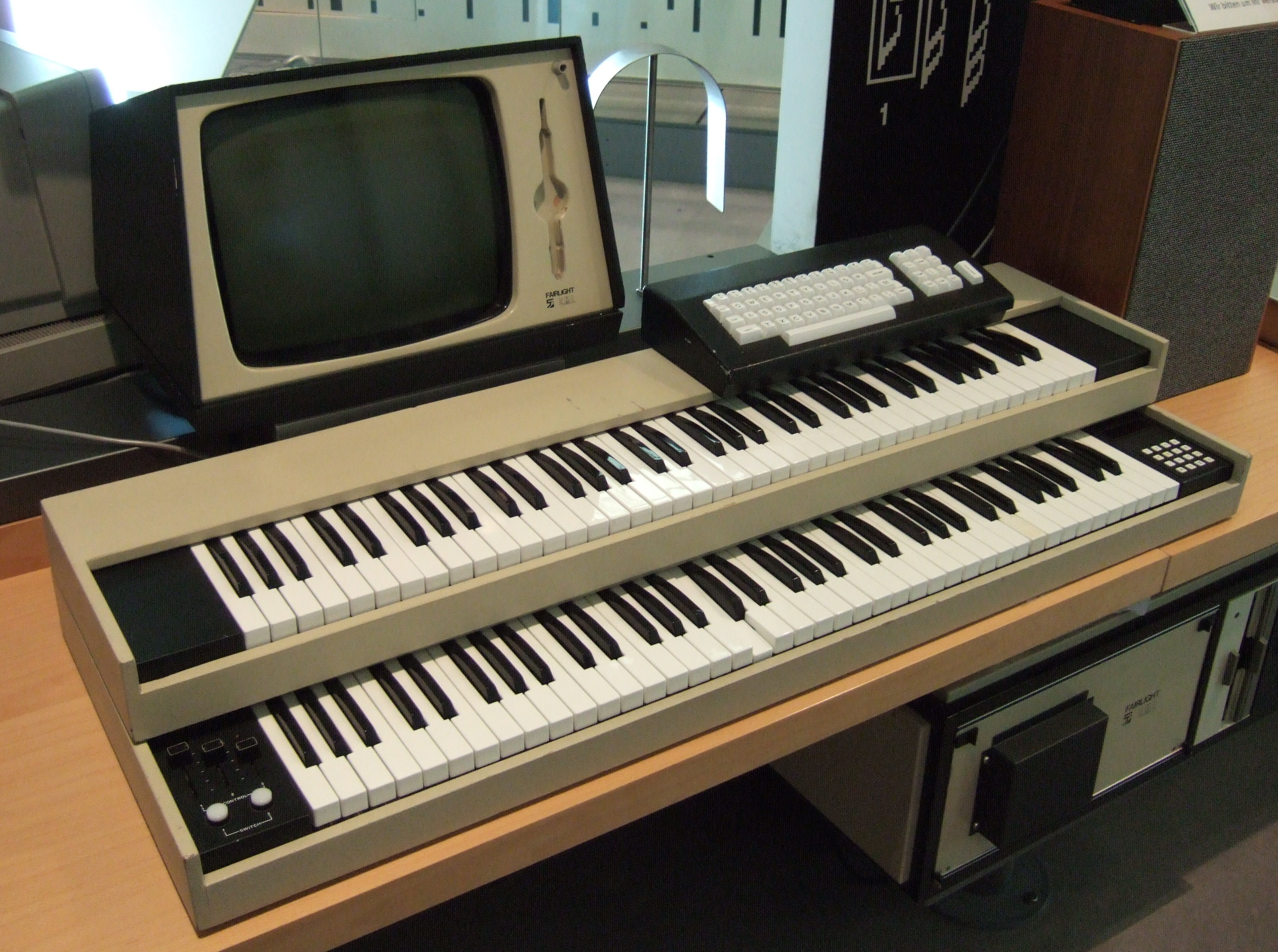
Fairlight CMI

В дополнение к клавиатуре, процессору, графическому интерфейсу и интерактивному перу, позаимствованным у синтезатора Фурса, была добавлена QWERTY-клавиатура, а в большом ящике, размером один на 1,5 на три фута, хранились оборудование для сэмплирования, обработки и АЦП/ЦАП, а также 8-дюймовая дискета. В основном, самой большой проблемой считалась небольшая память сэмплов 16 КБ. Для записи сэмпла длиной от четверти секунды до целой секунды, использовалась медленная переменная частота от 24 кГц до 8 кГц. Низкая частота дискретизации привела к алиасингу, однако Фогель считал, что низкое качество звуков придавало им индивидуальности.
Функция языка музыкальной композиции (The Music Composition Language) подверглась критике как слишком сложная для опытных пользователей. Также ругали ограниченный объем оперативной памяти (208 килобайт) и зелено-черный интерфейс. Тем не менее, CMI привлек значительное внимание австралийских дистрибьюторов и потребителей своей способностью имитировать звуки акустических инструментов, а также наличием светового пера и трехмерной визуализацией звука. Тем не менее, Фогель выражал сомнения по поводу высокого интереса к продукту. Способность CMI эмулировать настоящие инструменты закрепила за ним прозвище «оркестр в коробке» — вдобавок каждое устройство поставлялось с двумя восьмидюймовыми 500-килобайтными гибкими дисками, на каждой из которых хранилось 22 сэмпла оркестровых инструментов. На этом фоне Союз музыкантов назвал его «смертельной угрозой» для своих членов. Fairlight также получил известность в научной среде, после появления в научно-популярном сериале BBC «Мир завтрашнего дня».
Летом 1979 года Фогель продемонстрировал Fairlight CMI в домашний студии английского певца и композитора Питера Гэбриела, где тот работал над своим третьим альбомом. Габриел, как и многие другие собравшиеся музыканты, мгновенно увлекся новым инструментом и добавил в альбоме сэмплированные звуки, такие как звон битых бутылок и кирпичей. Один из присутствовавших на демонстрации, Стивен Пейн, вспоминал в 1996 году: «Идея записи звука в твердотельную память и управления его высотой в реальном времени казалась невероятно захватывающей. До этого времени всё, что записывало звук, фиксировало его на аудиоплёнку. Fairlight CMI был похож на гораздо более надёжный и универсальный цифровой меллотрон. Габриэль был в полном восторге и начал использовать аппарат незамедлительно, пока Питер Фогель гостил в его доме в течение недели».
Гэбриел загорелся идеей продвижения CMI в Соединенном Королевстве, и, вместе с Пейном, он основал фирму Syco Systems, которая продавала синтезаторы за 12 000 фунтов стерлингов. Первым британским покупателем был басист Led Zeppelin Джон Пол Джонс, за ним последовали такие музыканты, как Боз Баррелл, Кейт Буш, Джефф Даунс, Тревор Хорн, Алан Парсонс, Рик Райт и Томас Долби. Fairlight также имел коммерческий успех в Штатах, его использовали такие исполнители, как Стиви Уандер, Херби Хэнкок, Ян Хаммер, Тодд Рандгрен и Джони Митчелл. Однако музыканты пришли к выводу, что CMI не может сравниться с выразительностью акустических инструментов, и что сэмплирование лучше применять точечно, в качестве синтезированных звуков, чем в виде полноценной замены инструментов.

### Series II: 1982—1985

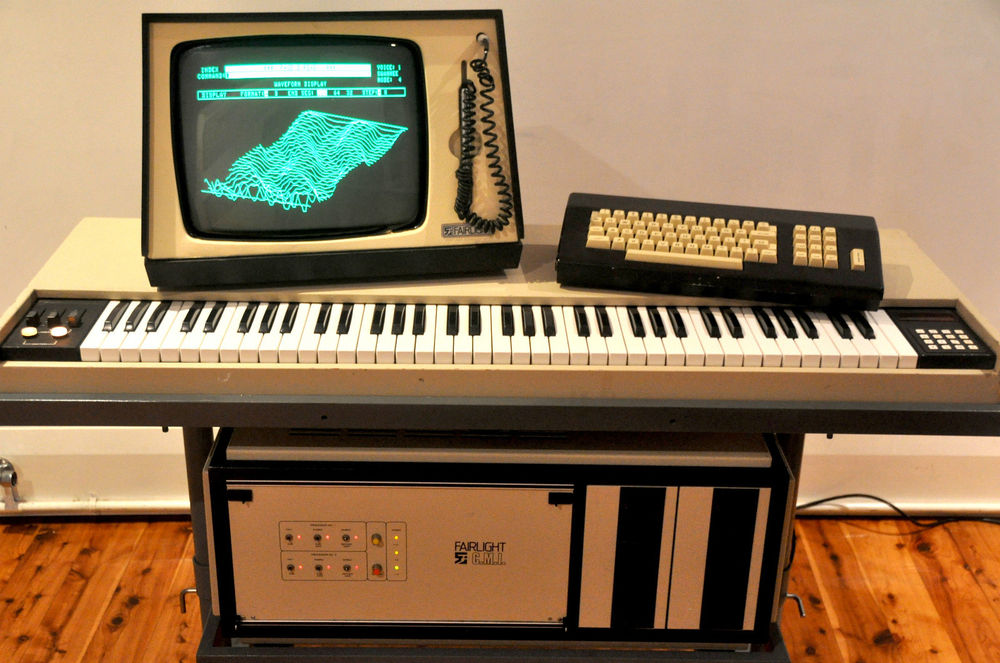
Fairlight CMI Series IIx (1983)

Вторая версия Fairlight CMI, Series II, была выпущена по цене 30 000 фунтов стерлингов в 1982 году. Максимальная частота дискретизации сэмплера была увеличена до 32 кГц, что позволило уменьшить алиасинг, но только для коротких сэмплов, поскольку размер их памяти остался прежним. Разрядность сэмплера также осталась 8-битной. Популярность CMI достигла своего пика в 1982 году после его появления в специальном выпуске журнала The South Bank Show, в котором было задокументировано создание одноимённого четвёртого студийного альбома Питера Гэбриела, в котором он использовал сэмплы различных этнических инструментов общим объемом 64 килобайта и секвенированную перкуссию.
Fairlight CMI Series II стал чрезвычайно популярен в творчестве поп-исполнителей с начала до середины 1980-х годов, среди его наиболее часто используемых пресетов числились оркестровый удар («ORCH 5») и хриплый вокс («ARR 1»).
Популярность Series II во многом была связана с новой функцией Page R — первым полноценным музыкальным секвенсором в CMI. В качестве замены сложного языка музыкальной композиции (MCL), используемого в Series I, Page R помог Fairlight CMI Series II стать коммерческим хитом. Page R расширил аудиторию CMI за пределы опытных клавишников. Журнал Audio Media описал эту функцию как отголосок эпохи панк-рока: «Функция Page R тоже породила волну что-то вроде квази-социалистической идеологии, которая предвещала грядущую демократизацию создания музыки, делая ее доступной для тех, у кого имелись трудности с ее созданием». Графическое изображение редактируемых нот по горизонтали слева направо, понятие музыкального программирования и концепции квантования и циклических паттернов тактов, в которых можно добавлять или удалять инструментальные каналы, также появились благодаря секвенсору Page R. Пользователь CMI Роджер Болтон вспоминал: «Ограниченный функционал сэмплирования и секвенсор Page R вынуждали композитора принимать высококачественные решения. CMI II был высококлассным сочинительским инструментом, который не только сформировал звук 1980-х, но и способ написания музыки в целом». Разработчики продолжали активно совершенствовать аппаратную начинку синтезатора, так в 1983 году было выпущена модифицированная версия под названием CMI Series IIx, в которой была добавлена функция работы с MIDI. Функция была включена по умолчанию в модель Series III, выпущенную через два года.

### Series III: 1985—1989

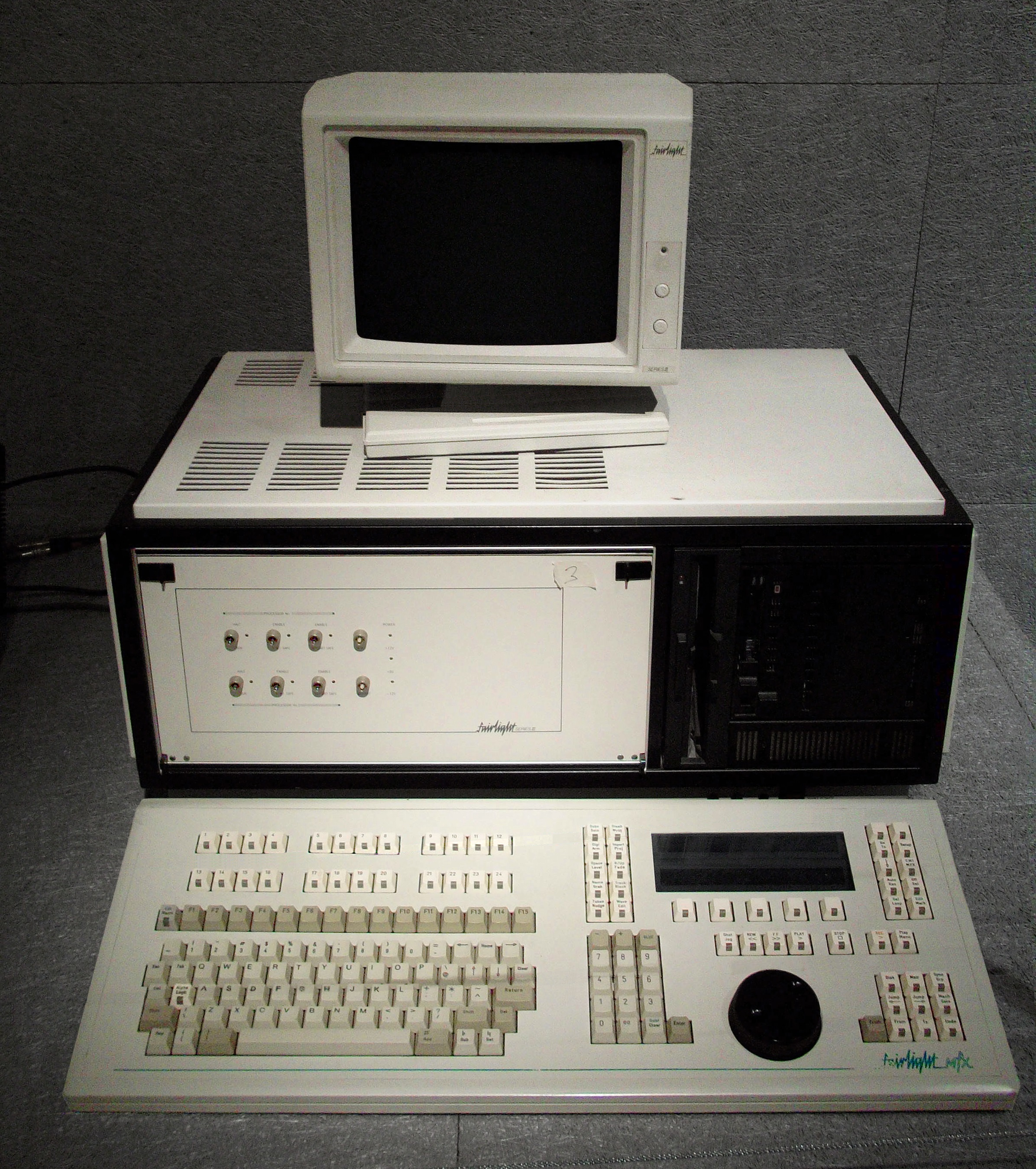
Fairlight CMI Series III (1985)

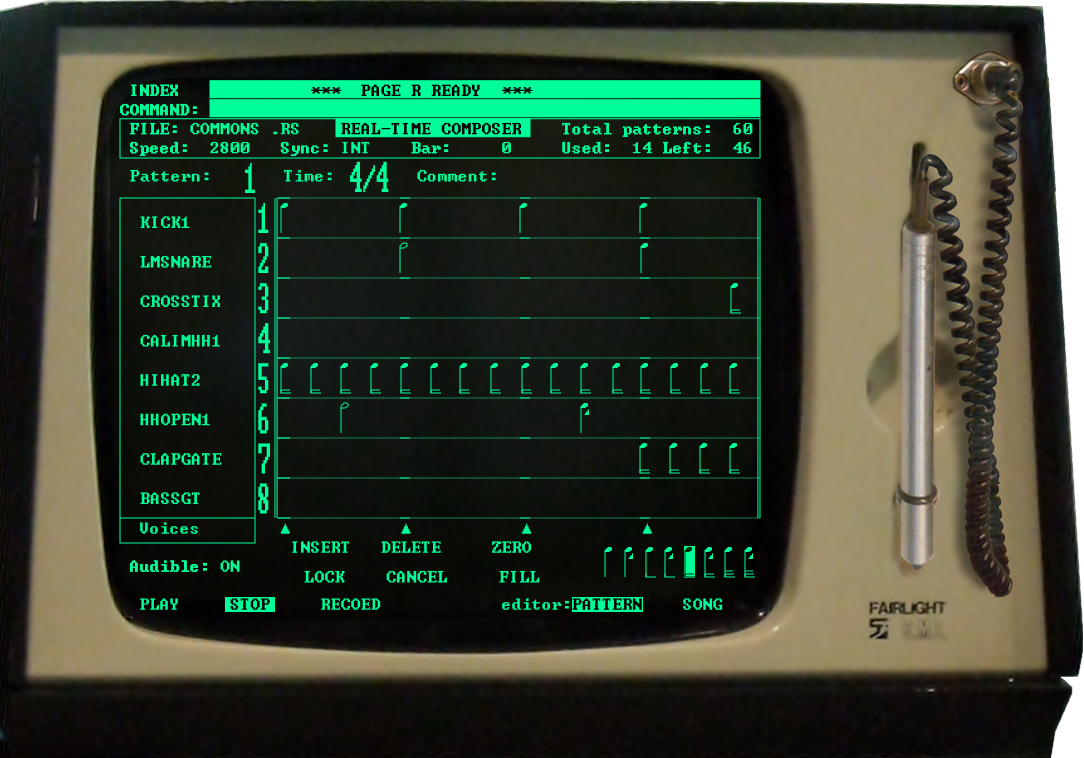
Графический интерфейс секвенсора «Page R» и световое перо на Fairlight CMI Series II

Сэмплер Series III отличался множественными улучшениями по сравнению с предшественниками. Среди прочего, его разрядность составляла 16-бит с максимальной частотой дискретизации 44,1кГц по 16 каналам. Это стало возможным благодаря увеличению памяти сэмплов с 16 КБ на канал до 14 МБ по всем каналам, то есть в 56 раз, даже когда использовались все каналы. Также были улучшены конструкция, интерфейс и инструменты редактирования, например рядом с клавишами QWERTY был добавлен планшет с возможностью использования стилуса вместо светового пера ; это изменение было внесено из-за жалоб пользователей на неудобство в пользовании последним.
В аппаратную часть Series III была добавлена расширенная версия секвенсора Page R под названием Composer, Arranger, Performer, Sequencer или CAPS, а также Eventsync, утилита постпроизводства, основанная на соединении таймкода SMPTE. Однако, хотя многие композиторы все еще активно использовали CMI, продажи начали сильно проседать из-за появления на рынке гораздо более дешевых секвенсоров и семплеров на основе MIDI, включая Atari ST и сэмплеры Akai S612, S900 и S1000. В связи с этим Пейн решил прекратить продажу CMI в Великобритании. Компания Fairlight все больше внимания уделяла продуктам для постпродакшна, рынку, к которому Пейн смог приспособиться с трудом. Когда компания HHB Communications Ltd выкупила лицензию на продажу синтезаторов в Соединенном Королевстве, она не смогла продать ни одной штуки.

## Известные пользователи
Питер Гэбриел был первым владельцем Fairlight Series I в Великобритании. Боз Баррелл из Bad Company купил второй, который Ханс Циммер часто арендовал в начале своей карьеры. В США Брюс Джексон демонстрировал сэмплер Series I в течение года, прежде чем продать по одной штуке Херби Хэнкоку и Стиви Уандеру в 1980 году (по 27 500 долларов за каждый). Бизнесмен Джорди Хормел купил два аппарата для использования в студии The Village Recorder (Лос-Анджелес). Среди других первых пользователей CMI были Тодд Рандгрен, Ник Роудс из Duran Duran, продюсер Ретт Лоуренс и Нед Либен из Ebn Ozn.
Первым растиражированным альбомом, в котором использовался CMI, стал Never for Ever (1980) Кейт Буш, его программированием занимались Ричард Джеймс Берджесс и Джон Л. Уолтерс. По мнению журнала «Афиша», успех композиции Буш «Running Up That Hill» из альбома Hounds of Love повлиял на рост популярности Fairlight CMI.
Стиви Уандер взял свой Fairlight в турне 1980 года, организованного в поддержку альбома Stevie Wonder’s Journey Through «The Secret Life of Plants, чтобы заменить сэмплер Computer Music Melodian, который он использовал при записи. Джефф Даунс использовал Fairlight на альбоме Drama (1980) группы Yes, а также в последующем турне. Помимо этого Даунс использовал синтезатор, будучи в группе Asia. Первый альбом в жанре классической музыки, записанный с использованием CMI, был спродюсирован лейблом Folkways Records в 1980 году совместно с композиторами Бартоном Маклином и Присциллой Маклин.
Четвёртый сольный альбом Питера Гэбриела также записывался при помощи CMI. В 1981 году австрийские музыканты Хуберт Богнермайр и Харальд Цушрадер сочинили при помощи сэмплеров симфонию «Erdenklang — Computerakustische Klangsinfonie». Премьера этой работы прошла во время фестиваля Ars Electronica в Линце, музыканты использовали на сцене пять аппаратов Fairlight. В 1984 году сэмплер использовался в создании альбома Alarmsignal певицы Клаудии Робот, все композиции которого были написаны при помощи Fairlight.
Записывая альбом Shout (1984), группа Devo отдала предпочтение Fairlight CMI, который превалировал над аналоговыми инструментами. Впоследствии Джеральд Казале заявил, что Shout является его самой нелюбимой записью в дискографии группы, «потому что Fairlight [синтезатор] как бы перетянул на себя одеяло. Я имею в виду, что мне нравился процесс сочинения и идеи альбома, но Fairlight определил его звучание».

## Влияние и наследие
После успеха Fairlight CMI другие фирмы добавили функцию сэмплирования в свои продукты. В частности такая возможность появилась в модифицированном синтезаторе Synclavier компании New England Digital, в то время как E-mu Systems в 1981 году представила менее дорогостоящий аппарат — Emulator. В 1985 году молодая американская компания по производству сэмплеров, Ensoniq, вывела на рынок продукт Ensoniq Mirage по цене 1695 долларов, что составляет менее четверти цены других сэмплеров.
Главный дистрибьютором продукции CMI в США был Джоан Ганд из Gand Music and Sound в Нортфилде, штат Иллинойс. В частности покупателями Ганда были такие музыканты, как Принс, Джейм «J.Y.» Янг из Styx, Джо Лоури из Petra, Эл Йоргенсен из Ministry, Дерек Сент-Холмс из группы Теда Ньюджента, а также владельцы частных звукозаписывающих студий. На нескольких промо-мероприятиях (Musictech), спонсируемых Гандом, с устной презентацией выступал Ян
Хаммер, исполняя «Miami Vice Theme» для демонстрации.
Вездесущность Fairlight была такова, что Фил Коллинз заявил в примечаниях к своему альбому No Jacket Required (1985), что «на этой пластинке нет Fairlight», чтобы подчеркнуть, что он не использовал сэмлер CMI для синтеза звуков валторны и струнных.
Музыканты группы Coil сочли это устройство уникальным и непревзойденным, описав использование Fairlight как «звуковой эквивалент метода нарезок Уильяма Берроуза».
В 2015 году Fairlight CMI был включен в экспозицию Sounds of Australia Национального архива кино и звука.